# Kito Lorenc

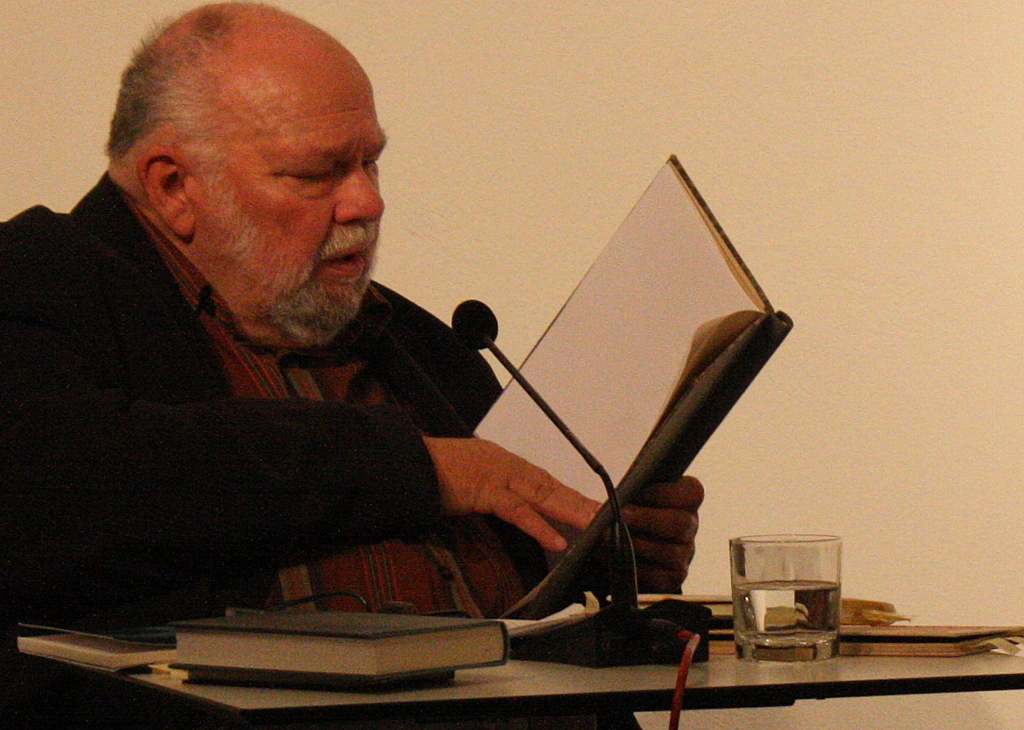
Kito Lorenc (2013)

Kito Lorenc (* 4. März 1938 in Schleife/Slepo, Kreis Rothenburg (Ob. Laus.); † 24. September 2017 in Bautzen/Budyšin) war ein sorbisch-deutscher Lyriker, Dramatiker und Übersetzer. Er war der Enkel des sorbischen Schriftstellers Jakub Lorenc-Zalěski und Bruder des Schauspielers Michael Lorenz.

## Leben
Kito Lorenc besuchte von 1952 bis 1956 die sorbische Internatsoberschule in Cottbus/Chóśebuz und studierte von 1956 bis 1961 Slawistik an der Universität Leipzig. Von 1961 bis 1972 war er Mitarbeiter am Institut für sorbische Volksforschung/Institut za serbski ludospyt in Bautzen/Budyšin. Von 1972 bis 1979 arbeitete er als Dramaturg am Staatlichen Ensemble für sorbische Volkskultur. Er lebte als freier Schriftsteller in Wuischke/Wuježk bei Hochkirch/Bukecy.
Kito Lorenc war Mitglied der Sächsischen Akademie der Künste und des PEN-Zentrums Deutschland.

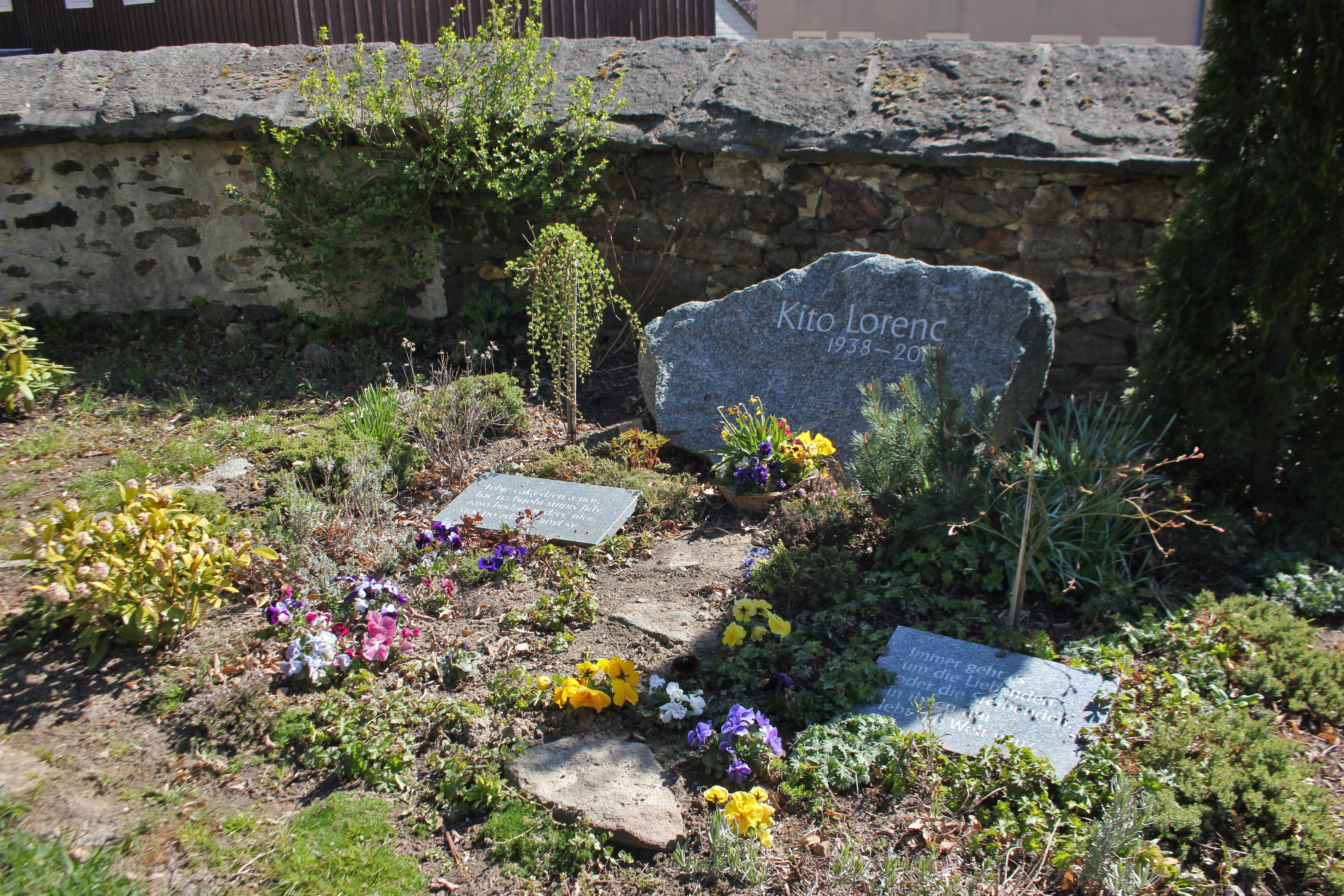
Grab von Kito Lorenc auf dem Hochkircher Friedhof

Sein Grab befindet sich auf dem alten Friedhof in Hochkirch. Das Archiv der Akademie der Künste in Berlin bewahrt seinen Nachlass.

## Werk
Kito Lorenc’ umfangreiches Œuvre umfasst neben literarischen Werken auch Herausgeberschaften, Übersetzungen und wissenschaftliche Schriften. Er publizierte lebenslang in sorbischer und deutscher Sprache. Zuerst erschien 1961 der Band „Nowe časy – nowe kwasy“, der vornehmlich Gedichte aus seiner Studentenzeit enthält. 1967 stellt er seinem Band „Struga. Wobrazy našeje krajiny. Bilder einer Landschaft“, der obersorbische und deutsche Fassungen der versammelten Gedichte nebeneinander abdruckt, den programmatischen Essay „Struga – konfesija“/„Struga – eine Konfession“ voran. Hier äußert er sich zur gegenwärtigen Lage der sorbischen Kultur in der DDR und es heißt: 
„Štož smy so jako Serbja stali, štož smy a štož budźemy – buchmy, smy a budźemy z NDR, we njej, přez nju. Ale štož bě serbskemu basnikej Jurjej Brězanej před 18 lětami skónčny wuslědk w cylu dołheho pytanja, wone ‚Sym namakał swoju … wótčinu‘, to móžeše našemu pućej jenož spočatk być. Bohudźak njemějachu Serbja ani lóšta ani składnosće, so jako idyliska mjeńšina před pozadkom powabneje krajiny přitulnje wusydnyć w tutej swojej prěnjej wótčinje, takrjec jako atrakcija za turistow – a tak zalutowa so tež jich pisarjam zhotowjenje wotpowědnych folklorizowacych spěwančkow k tajkemu dwělomnemu, ponižacemu, anachronistiskemu předewzaću. Ně, hnydom Serbow přeja demokratiske a socialistiske přetworjenje tutoho kraja, woni dachu jemu dobry podźěl jónkróćneje swojoraznosće, činja jo runje w tučasnej, dych wotražowacej, ludźi a rěče a wašnja přewróćacej industrializaciji Łužicy diferencowaniše, bohatše na konfliktach, pisaniše.“

In der deutschsprachigen Fassung: 
„Was wir als Sorben geworden sind, sind und sein werden – wurden, sind und werden wir mit der DDR, in ihr, durch sie. Aber was dem sorbischen Dichter Jurij Brězan vor 18 Jahren endliches Ergebnis am Ziel langen Suchens war, jenes ‚Ich hab es gefunden … mein Vaterland‘, das konnte unserem Weg nur Beginn sein. Gott sein Dank hatten die Sorben weder Lust noch Gelegenheit, es sich als idyllische Minderheit vor reizvollem Landschaftshintergrund gemütlich zu machen in diesem ihrem ersten Vaterland, sozusagen als Touristenattraktion, und so blieb es auch ihren Schreibern erspart, die folklorisierenden Klampfengesänge zu solch zweifelhaftem, erniedrigendem, anachronistischem Unterfangen zu liefern. Nein, sofort wurden die Sorben erfaßt von der demokratischen und sozialistischen Umgestaltung dieses Landes, gaben ihr einen guten Teil unverwechselbarer Eigenheit, machen sie gerade in der gegenwärtigen atemberaubenden, Menschen und Sprachen und Sitten durcheinanderwirbelnden Industrialisierung der Lausitz differenzierter, konfliktreicher, farbiger.“
Es folgen die Gedichtbände „Kluče a puće“ [Schlüssel und Wege] (1971) und „Flurbereinigung“ (1973). Letzterer versammelt neben anderen Gedichten auch deutschsprachige Übertragungen aus „Kluče a puće“ sowie die deutschsprachigen Fassungen der Gedichte und des Essays aus „Struga“.
1969 bis 1976 leitete Lorenc zudem den Kružk serbskich młodych awtorow (Zirkel sorbischer junger Autoren) und förderte so eine neue Generation sorbischer Dichterinnen und Dichter. Enge persönliche und künstlerische Kontakte unterhielt Lorenc außerdem zur sogenannten Sächsischen Dichterschule, einer Gruppe von Autoren, die in den 1960ern und 1970ern die DDR-Lyrik wesentlich mitprägte.
Im Jahr 1981 verantwortete Lorenc das „Sorbische Lesebuch/Serbska čitanka“, in dem er Texte der sorbischen Literatur von ihren Anfängen bis zur Gegenwart zusammenstellte, den Großteil selbst ins Deutsche übersetzte und kommentierte. Die gesellschaftskritische Dimension seines Werkes wird im Laufe der 1980er Jahre immer deutlicher und kulminiert im Gedichtband „Gegen den großen Popanz“, der außerdem den zunächst als Samisdat publizierten „Kleinen Weggefährten durch den Winter“ enthält.
Nach der Wende gab Lorenc gemeinsam mit Johann P. Tammen „Aus jenseitigen Dörfern. Zeitgenössische sorbische Literatur“ heraus und machte erneut sorbische Literatur in deutscher Übersetzung zugänglich. Im Band finden sich u. a. Lyrik von Róža Domašcyna und Prosa von Angela Stachowa. Illustrationen steuerten Iris Brankačk, Maja Nagel und Božena Nawka-Kunysz bei. Die Herausgebertätigkeit führt Lorenc mit „Das Meer. Die Insel. Das Schiff“ (2004) fort. Sein letzter deutschsprachiger Lyrikband „Windei in der Wasserhose des Eisheiligen“ kam 2015 in den Buchhandel, sein letzter sorbischsprachiger „Zymny kut“ erschien 2016 im Domowina-Verlag.
Nicht nur die von Lorenc herausgegebenen Sammelwerke zeigen seine reiche Übersetzertätigkeit. Ebenso ergänzt er seine Bände „Suki w zakach“ (1998), „Podomk“ (2010) und „Zymny kut“ mit Übersetzungen von Johann Wolfgang Goethe, Maksim Tank, Ludvik Kundera, Karl Jaromír Erben und zahlreichen anderen Dichtern ins Sorbische. Daneben setzt er sich kontinuierlich auf wissenschaftlicher Ebene mit Literatur auseinander, z. B. in Studien zu Jan Lajnert oder Johannes Bobrowski.

## Auszeichnungen und Ehrungen
- 1962: Literaturpreis der Domowina
- 1968: Kunst- und Literaturpreis der Domowina
- 1974: Heinrich-Heine-Preis des Ministeriums für Kultur der DDR
- 1990: Ćišinski-Preis
- 1991: Heinrich-Mann-Preis
- 1992: Kunstpreis Berlin, Förderungspreis
- 1997: Calwer Hermann-Hesse-Stipendium
- 2008: Ehrendoktorwürde der TU Dresden[7][8]
- 2009: Lessing-Preis des Freistaates Sachsen
- 2012: Petrarca-Preis der Hubert-Burda-Stiftung
- 2016: Christian-Wagner-Preis für sein lyrisches Gesamtwerk[9]

## Werke

### Autor
- Nowe časy – nowe kwasy. Basnje ze studentskich lět (Neue Zeiten – neue Hochzeiten. Gedichte aus den Studentenjahren), Gedichte, Domowina-Verlag, 1962.
- Struga. Wobrazy našeje krajiny. Bilder einer Landschaft, Gedichte, Domowina-Verlag, 1967.
- Kluče a puće. Basnje z lět 1962–1968 z dodawkom spěwow, Domowina-Verlag 1971.
- Flurbereinigung. Gedichte, Aufbau 1973.
- Die Rasselbande im Schlamassellande. Gedichte für Robert und Jacob und andre Kindsköpfe, Der Kinderbuchverlag Berlin 1983.
- Wortland. Gedichte aus zwanzig Jahren, Reclam 1984, RUB 1052.
- Rymarej a dyrdomdej. Poł kopy basni a tři basnički dźěćom a dźědam, dźowkam a wowkam, Domowina-Verlag 1985.
- Flurbereinigung, Gedichte, Aufbau 1988, ISBN 3-351-00935-6.
- Ty porno mi. Tajke a wonajke basnje, Domowina-Verlag 1988, ISBN 3-7420-0241-4.
- Gegen den großen Popanz, Gedichte, Aufbau 1990, ISBN 3-351-01761-8.
- Kołbas. Trysk z dwěmaj kóncomaj. Po wšelakich serbskich žórłach, Domowina-Verlag 1994, ISBN 3-7420-1522-2.
- Terra budissinensis (mit Rudolf Hartmetz und Hans Mirtschin), Lusatia 1997, ISBN 3-929091-44-5.
- Suki w zakach. Basnje, basnje-njebasnje, přebasnjenja, Domowina-Verlag 1998, ISBN 3-7420-1736-5.
- An einem schönbemalten Sonntag. Gedichte zu Gedichten, Edition Thanhäuser 2000, ISBN 3-900986-43-6.
- Zungenblätter. Gedichte und Nachdichtungen, hrsg. von Paul Alfred Kleinert im Verlag Un Art Ig 2002, ISBN 3-9807613-3-9.
- Die Unerheblichkeit Berlins. Texte aus den Neunzigern, Buch&Media 2002, ISBN 3-935877-21-8.
- Achtzehn Gedichte der Jahre 1990–2002, Auswahl von Manfred Peter Hein, Verlag Ulrich Keicher 2003, ISBN 3-932843-48-7
- Die wendische Schiffahrt. Zwei Dramen, Domowina-Verlag 2004, ISBN 3-7420-1988-0.
- kepsy-barby/Fehlfarben. Gedichte. sorbisch/deutsch, hrsg. von Paul Alfred Kleinert, Verlag der Nessing’schen Buchdruckerei 2005 (= die Nessing’schen Hefte No. 4).
- Erinnerung an eine Nacht im Freien. Gedichte, Wieser 2009, ISBN 978-3-85129-841-3.
- Podomk. Basnje a druha nadoba z dwanatka lět, Domowina-Verlag 2010, ISBN 978-3-7420-2161-8.
- Nach Morau, nach Krokau. Gereimtes und Ungereimtes für Kinder und Enkel, Wieser 2011, ISBN 978-3-85129-912-0.
- Gedichte. Ausgewählt und mit einem Vorwort versehen von Peter Handke. Suhrkamp 2013. ISBN 978-3-518-22476-2.
- Im Filter des Gedichts. Essays, Gespräche, Notate. Přez křidu basnje. Eseje, rozmołwy, nastawki. Domowina-Verlag 2013, ISBN 978-3-7420-2256-1.
- Windei in der Wasserhose des Eisheiligen. Gedichte und Schmungks, poetenladen 2015, ISBN 978-3-940691-66-8.
- Der zweiseitige Beitrag/Wěsty dwustronski přinošk. Domowina-Verlag 2015, ISBN 978-3-7420-2326-1.
- Zymny kut. Basnje a smorženki. Z dodawkom čěskeje poezije Kyrkonošow, Domowina-Verlag 2016.

### Herausgeber
- Swětło, prawda, swobodnosć (Licht, Gerechtigkeit und Freiheit), (Anthologie sorbischer Dichtung), Domowina-Verlag, 1963
- Serbska čitanka. Sorbisches Lesebuch, Reclam 1981
- Das Meer, Die Insel, Das Schiff. Sorbische Dichtung von den Anfängen bis zur Gegenwart, Wunderhorn 2004, ISBN 978-3-88423-225-5

### Übersetzer
- Mina Witkojc: Po pućach časnikarki, Übersetzung ins Obersorbische, Domowina-Verlag 1964
- Handrij Zejler: Serbske fabule, Domowina-Verlag 1966
- Der betreßte Esel, Fabeln von Handrij Zejler, Übersetzung, 1969, neu im Domowina-Verlag 2004 ISBN 3-7420-1964-3
- Jurij Chěžka: Die Erde aus dem Traum, Domowina-Verlag 2002, ISBN 3-7420-1919-8

### Film
- Struga. Bilder einer Landschaft. Regie: Konrad Herrmann. Drehbuch: Toni Bruk, Konrad Herrmann, Hochschule für Film und Fernsehen der DDR (Potsdam-Babelsberg) 1972, 27 min.

### Hörbuch
- in: Dichtung des 20. Jahrhunderts: Meine 24 sächsischen Dichter, Hrsg. Gerhard Pötzsch, 2 CDs, Militzke Verlag Leipzig 2009, ISBN 978-3-86189-935-8
- Versuch über uns – Gedichte / Pospyt wo nas – Basnje, ausgewählt und gesprochen von Michael Lorenz, 3 CDs, Domowina-Verlag Bautzen 2015, ISBN 978-3-7420-2359-9